# Большеталдинское сельское поселение
Большеталди́нское се́льское поселе́ние — упразднённое муниципальное образование в Прокопьевском районе Кемеровской области. Административный центр — село Большая Талда.

## История
Большеталдинское сельское поселение образовано 17 декабря 2004 года в соответствии с Законом Кемеровской области № 104-ОЗ.

## Население
| 2010  | 2011  | 2012  | 2013  | 2014  | 2015  | 2016  |
| ----- | ----- | ----- | ----- | ----- | ----- | ----- |
| 1368  | ↘1364 | ↘1318 | ↘1272 | ↘1243 | ↘1220 | ↘1213 |
| 2017  | 2018  | 2019  |       |       |       |       |
| ↘1192 | ↘1162 | ↘1116 |       |       |       |       |

## Состав сельского поселения
| № | Населённый пункт | Тип населённого пункта       | Население |
| - | ---------------- | ---------------------------- | --------- |
| 1 | Большая Талда    | село, административный центр | 1239      |
| 2 | Малая Талда      | деревня                      | 126       |
| 3 | Осиновка         | деревня                      | 3         |